# Infamous (серия игр)
Infamous (стилизованный под inFAMOUS) — серия приключенческих компьютерных игр, разработанных Sucker Punch Productions и изданных Sony Computer Entertainment для PlayStation 3 и PlayStation 4. Серия повествует о приключениях Коула МакГрата, Делсина Роу и Эбигейл «Проныры» Уокер, сверхмощных «проводников», которые должны сами решать свою судьбу.
Серия состоит из трех основных игр: Infamous, Infamous 2 и Infamous Second Son, а также дополнений Infamous: Festival of Blood и Infamous First Light. Одноименная серия комиксов была опубликована издательством DC Comics.

## Сюжет
Действие сериала происходит в современных Соединенных Штатах с реальными и альтернативными версиями реальных городов, такими как сеттинг Infamous, Эмпайр-Сити, который напоминает Нью-Йорк; сеттинг Infamous 2, Нью-Марэ, который напоминает Новый Орлеан (Infamous: Фестиваль крови также проходит в этом городе). Иногда упоминается Вашингтон, округ Колумбия, а печально известный «Второй сын» разворачивается в Сиэтле. В нем представлены американские правительственные агентства, такие как ФБР, АНБ и DARPA, наряду с агентствами, сфабрикованными для сериала, такими как DUP (Департамент единой защиты), агентство с единственной целью помешать каналам, теперь обозначенным как «биотеррористы», вызывать массовые разрушения, подобные что было вызвано Коулом Макгратом.

## Геймплей
В первых двух играх игрок управляет Коулом Макгратом, в третьей игрок управляет Делсин Роу, а в четвёртой он управляет Фетчем. Они свободно бродят по городу, борясь с преступностью или создавая хаос по пути. Коул и Делсин могут использовать свои навыки паркура, чтобы прыгать и лазать по зданиям по всему городу, а также свои способности, помогающие им сражаться с врагами. Их сила исходит от датчика, который истощается всякий раз, когда они используют различные атаки, и пополняется, когда они поглощают электричество, лёд, напалм, дым, неон, видео или бетон из близлежащих источников.
Мораль, или «Карма», является основным фактором в игровом процессе и сюжетной линии. Игрок может контролировать ход игры, заставляя Коула и Делсина использовать свои силы во благо или во зло. Выбор позволяет игроку обладать различным сочетанием способностей, поскольку и добро, и зло обладают своим собственным набором способностей. В игре также используется счетчик кармы, который меняется в зависимости от действий главного героя на протяжении всей игры и определяет, станет ли он в конечном итоге добрым или злым персонажем.

## Игры
| Игра                        | Metacritic |
| --------------------------- | ---------- |
| Infamous                    | 85/100     |
| Infamous 2                  | 83/100     |
| Infamous: Festival of Blood | 78/100     |
| Infamous: Second Son        | 80/100     |
| Infamous First Light        | 73/100     |

## Другие медиа

### Комиксы
По игре был односерийный комикс, выпущенный в марте 2011 года и опубликованный DC Comics совместно с Sucker Punch, приуроченный к выходу второй игры в 2011 году. Действие комиксов происходит в промежутке между событиями первой и второй игры, показывая, как Коул сбегает из Эмпайр-Сити в Нью-Марэ. Серия комиксов была написана Уильямом Хармсом и нарисована Эриком Нгуеном, а также включает обложки, нарисованные Дугом Манке. Графический роман под названием Infamous: Post Blast был выпущен на IGN, изображающий события, которые привели к событиям Infamous. В настоящее время существует четыре комикса, каждый из которых посвящен как Коулу Макграту, так и Джону Уайту.

### Фильм
В 2009 году Sony выбрала сценариста Шелдона Тернера для экранизации игры в полнометражный фильм за семизначную сумму. Братья Ари и Ави Арад были наняты для продюсирования, а руководители Sony Мэтт Толмач и Джонатан Кадин — в качестве кураторов студии. Тернер сказал The Hollywood Reporter, что он был взволнован тем, что в игре была «большая идея и дуга персонажей», которая, по его мнению, была «будущим игр». Он считал, что игра, по сути, была «любовной балладой для неуспевающих». По состоянию на 2022 год никаких обновлений по экранизации сделано не было.